# 大地山
大地山（おおちやま）は、富山県下新川郡朝日町にある山。標高は1167m。
富山県登山連盟の富山の百山の一つ。

## 概要
新川平野から丸い頭をした山容が見える。北側は境川の笹小俣谷の源流である。
頂上部は雑木林で展望は良くない。
東に初雪山や犬ヶ岳に至る稜線があり、残雪期を中心に利用される。

## 山名の由来
地元の猟師が荒戸谷源流を「おおち」と呼び、その源流の山を「おおちのやま」と呼んだことによる。